# Хошияр Зебарі
Хошияр Зебарі (араб. هوشيار محمود محمد زيباري, курд. Hoşyar Mehmûd Mihemed Zêbarî; нар. 2 грудня 1953, Акра, Ірак) — іраксько-курдський політичний діяч і дипломат. Член Політбюро Демократичної партії Курдистану, Міністр закордонних справ Іраку. Син вождя племені Зебарі, родич (по матері) лідера ДПК Масуда Барзані. Вивчав соціологію в Ессекському університеті (Велика Британія) і в Йорданії. У 1980-х рр. бився в рядах пешмерги. У 1990-х рр. був представником ДПК у Великій Британії та США. У Політбюро ДПК курирував міжнародні відносини — тобто був неформальним Міністром закордонних справ Іракського Курдистану. У 2003 р. член Правлячої Ради Іраку, з 2004 року тимчасовий, а потім затверджений Міністр закордонних справ Іраку.